# Frédérick Lemaître

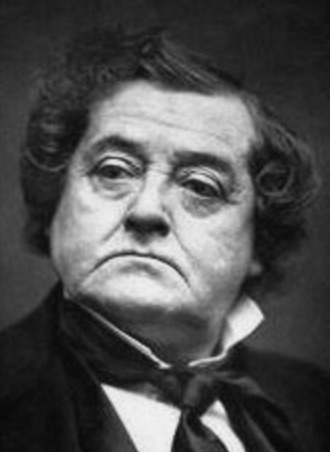
Frédérick Lemaître

Frédérick Lemaître (ur. 29 lipca 1800, zm. 26 stycznia 1876) – aktor francuski.
Jeden z najwybitniejszych aktorów francuskich XIX wieku. Debiutował rolami w różnych teatrach. Sławnym uczyniły go występy w teatrze Ambigu w melodramacie L’Auberge des Adrets, w którym wcielił się  w Roberta Macaire'a. W 1827 roku przeszedł do teatru Porte-Saint-Martin, w którym miał święcić swe największe sukcesy. Grał w Porte-Saint-Martin i Odéonie w adaptacjach szekspirowskich (Hamlet, Otello), w sztukach Alexandre’a Dumasa (Napoleon Bonaparte, Wieża Nesle, Kean), Alfreda de Vigny (La Maréchale d’Ancre), Victora Hugo (Lucrèce Borgia, Ruy Blas).

## Kariera sceniczna
| Rok  | Sztuka                                | Autor                 |
| ---- | ------------------------------------- | --------------------- |
| 1823 | L'Auberge des Adrets                  | Benjamin Antier       |
| 1824 | Cardillac ou le Quartier de l'Arsenal | Antony Béraud         |
| 1828 | La Landwehr                           |                       |
|      | Faust                                 | Antony Béraud         |
| 1833 | Lucrèce Borgia                        | Victor Hugo           |
| 1836 | Kean ou Désordre et Génie             | Alexandre Dumas       |
| 1838 | Ruy Blas                              | Victor Hugo           |
| 1842 | Mademoiselle de la Vallière           | Adolphe Dumas         |
|      | Paris le bohémien                     | Joseph Bouchardy      |
| 1844 | La Dame de Saint-Tropez               | Anicet Bourgeois      |
|      | Don César de Bazan                    | Adolphe d'Ennery      |
|      | Les Mystères de Paris                 | Eugène Sue            |
| 1846 | Le Docteur noir                       | Anicet Bourgeois      |
| 1847 | Le Chiffonnier de Paris               | Félix Pyat            |
| 1850 | Paillasse                             | Adolphe d'Ennery      |
|      | Toussaint Louverture                  | Alphonse de Lamartine |
| 1853 | Le Caporal et la Payse                | Adolphe d'Ennery      |
| 1856 | Henri III ou la Cour du roi Pétaud    | Alexandre Dumas       |
| 1857 | André Gérard                          | Victor Séjour         |
| 1859 | Le Marchand de coco                   | Ferdinand Dugué       |
|      | Le Maître d'école                     | Paul Meurice          |
| 1864 | Le Comte de Saulles                   | Édouard Plouvier      |
| 1868 | Le Crime de Faverne                   | Théodore Barrière     |